# فهرست بازیگران زن تایلندی
فهرست بازیگران زن تایلندی (انگلیسی: List of Thai actresses)، فهرستی از بازیگران زن تایلندی است. به‌طور مرسوم تایلندی‌ها بر پایه نام خانوادگی گروه‌بندی نمی‌شوند بلکه بر اساس نام دسته‌بندی می‌شوند حتی اگر نام غربی برای خود انتخاب کرده باشند.
این فهرست کامل نیست و به تدریج تکمیل خواهد شد.

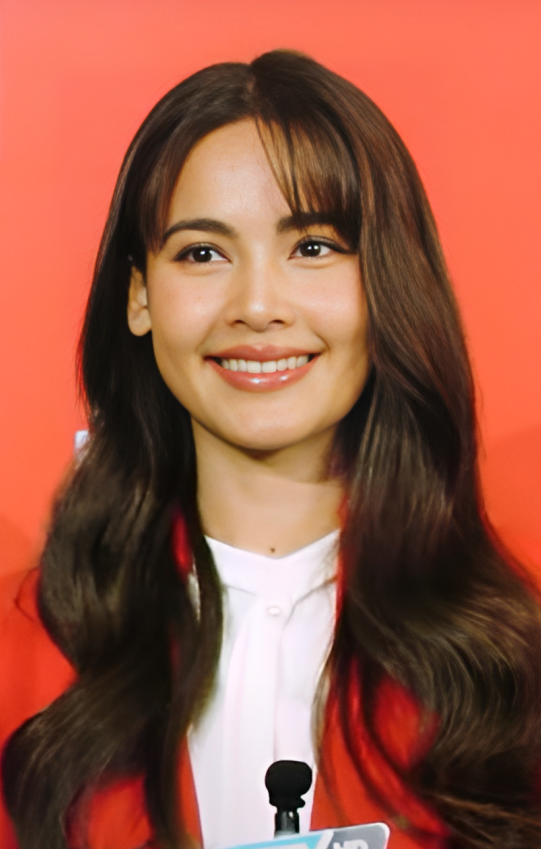
اوراسایا سربند در سال ۲۰۲۲

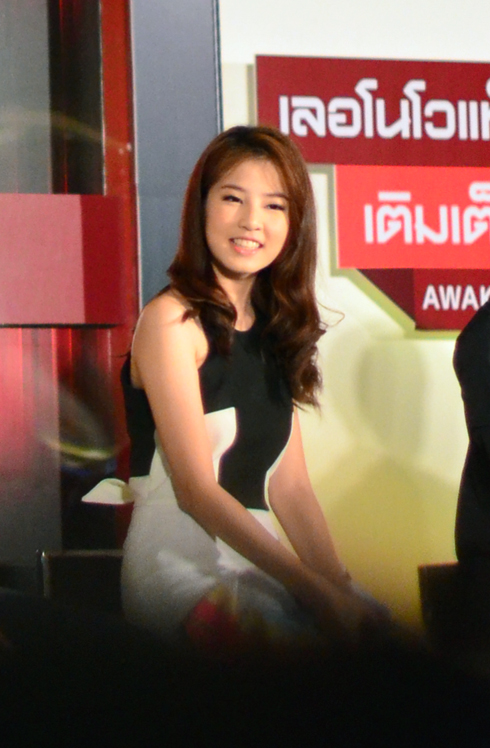
سانانتاچات تاناپات‌پیسال در سال ۲۰۱۳

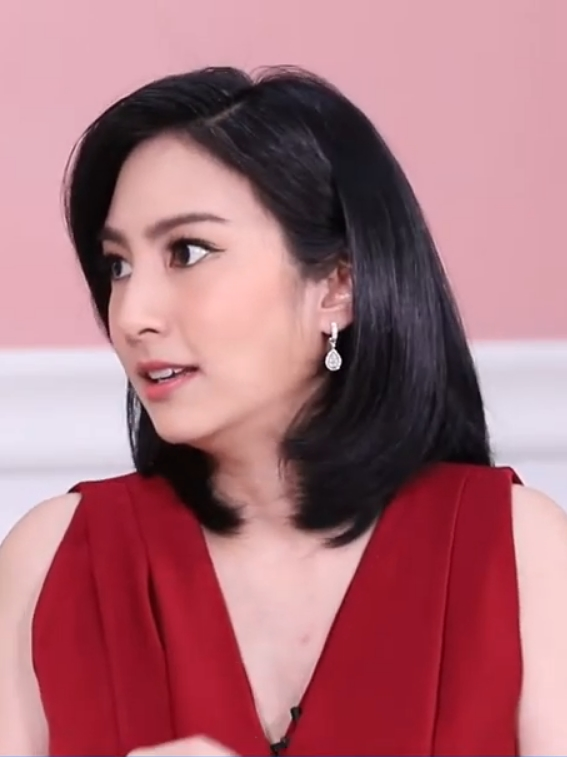
پومواری یادکامول

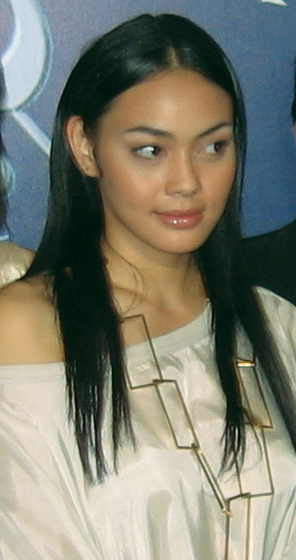
بانکوج کونگ‌مالای

## آ
- آپاسیری نیتیپون
- آپینیا ساکول‌جرواینسوک

## الف
- ان تانگ‌پرسوم
- اوراسایا سربند
- استلا مالوکی

## ب
- بانکوج کونگ‌مالای

## پ
- پاریانا چاپرونپول
- پومواری یادکامول
- پیم‌چانوک لوویسادپایبول
- پرنپن پارن‌پن‌پی‌پت

## ت
- تاتا یانگ
- تیپناری ویراواتودوم
- تریچادا پتچارت

## ج
- جانی تاین‌فوسووان
- جینتارا پونلارپ
- جارینپورن جونکیات

## د
- داران بونیاساک

## ر
- راتا پونگام

## س
- سانانتاچات تاناپات‌پیسال
- سارا مالاکول لن
- ساویکا چایی‌دج
- سینجای پلنگپانیچ
- سونیا کولینگ
- سوشار مانایینگ

## ف
- فلورنس فیور

## ک
- کریس هوروانگ
- کتسارین چایچالرمپول

## ل
- لیلا بونیاساک
- لالیسا مانوبان

## ن
- نالینتیپ ساکولون‌گومپای
- نیتا جیرایونگ‌یورن
- نکناسورن سجاکول
- نیروت سیریجانیا

## و
- وراتایا نی‌گوها
- وورانیت تاووروانگ